# 下田なす

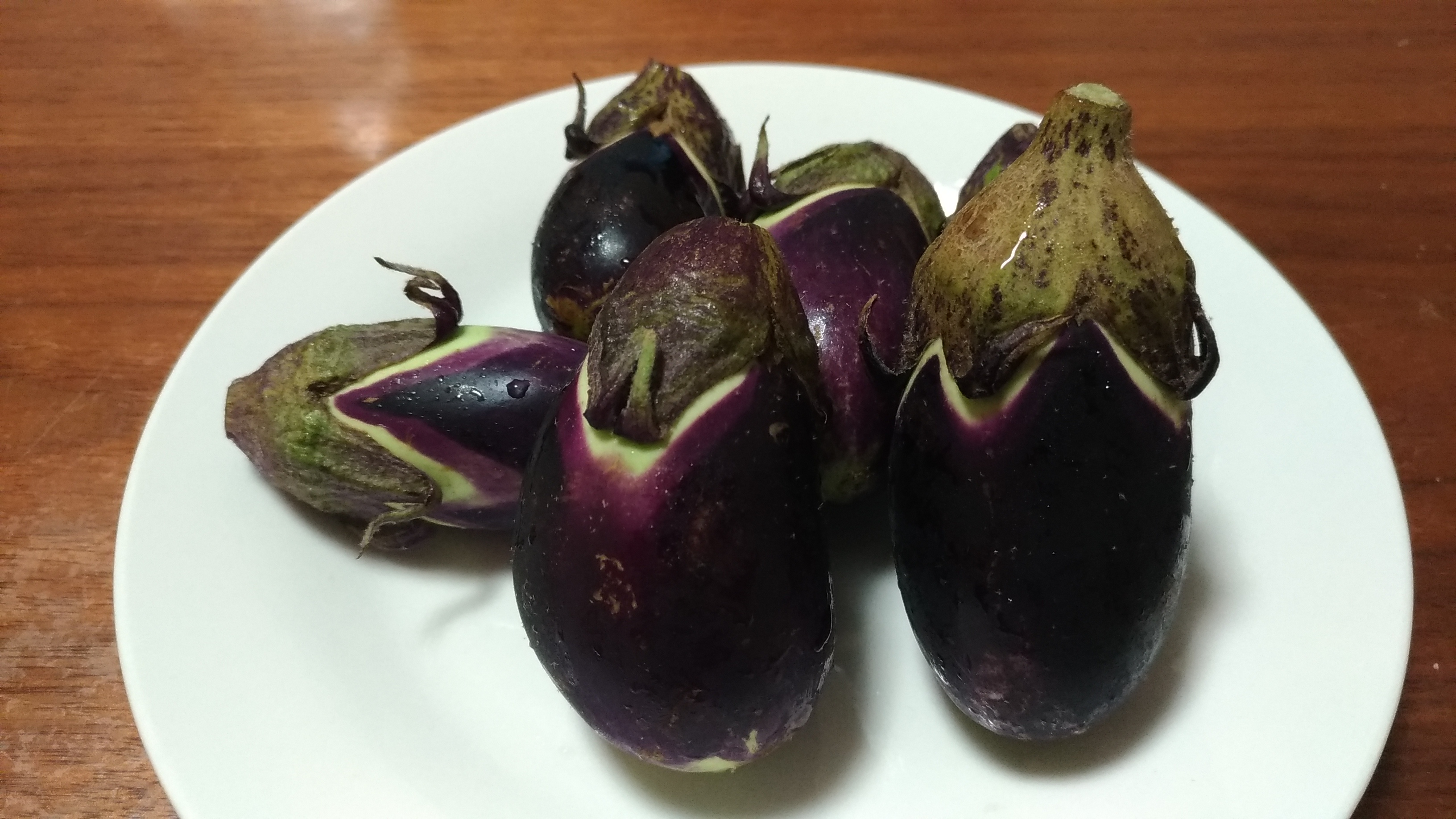
下田なす

下田なす（しもだなす）は、滋賀県湖南市下田地区で明治以前から栽培されているナスの品種。

## 特徴
- 長さ6~10cm、直径3～4cmと普通のナスよりも小ぶりな卵型で、色が少し薄い。皮が薄く、実の水分が多くて柔らかい[1]。
- ガクの下に白くやや緑色の線が入ることが特徴[2]。
- ナスの色がもともと薄く、日が当たらないと薄い緑色になる[3]。
- 果実のような甘みがある。
- 主な収穫時期は7月中旬から10月中旬[1]。

## 利用法
漬物、煮物、天ぷら、炒め物、パスタなど様々な料理に適している。

## その他
特徴のみずみずしさを保つため、雨の少ない時期には乾かないように畝の間に水を張って水分を補給する等、生育に手間が必要。
日陰ではきれいな色が付かないのでこまめに摘葉する必要がある。